# Psicologia del marketing
La psicologia del marketing  o  psicologia del consumatore è un campo di studi e applicazioni professionali che si occupa di studiare e analizzare il comportamento d'acquisto dei consumatori.
I temi maggiormente analizzati dalla psicologia del marketing sono: 
- ricerche e interventi professionali sulla comunicazione efficace e in specifici contesti;
- la comunicazione pubblicitaria, tra cui memoria della pubblicità, il ruolo delle immagini mentali, le risposte psicofisiologiche alla pubblicità ecc.;
- i comportamenti di consumo e marketing.

Tra i modelli predominanti nello studio delle pulsioni d'acquisto, si colloca la piramide dei bisogni di Maslow.